# Venceslau al III-lea al Boemiei
Venceslau al III-lea (în cehă Václav III., în maghiară Vencel, în {{Lang-pl|Wacław}); (n. 6 octombrie 1289, Praga, Regatul Boemiei – d. 4 august 1306, Olomouc, Cehia) a fost rege al Ungariei și Croației între 1301 și 1305 și rege al Boemiei și Poloniei începând  din 1305. 
Venceslau al III-lea fost al doilea fiu al lui Venceslau al II-lea, regele Boemiei și Poloniei, și al Iuditei de Habsburg. Încă din copilărie, Venceslau a fost logodit cu Elisabeta a Ungariei, singura fiică a regelui Andrei al III-lea al Ungariei și a soției lui, Fenena de Cuiavia. 

## Biografia

### Copilăria (1289-1301)
Venceslau s-a născut la Praga pe 6 octombrie 1289 și a fost singurul fiu care a supraviețuit copilăriei, fratele său mai mare murind puțin timp înainte de venirea pe lume a celui de-al doilea fiu al familiei.
Venceslau avea 8 ani când mama sa a murit pe 18 iunie 1297. El a fost logodit pe 12 februarie 1298, cu Elisabeta a Ungariei, singurul copil al lui Andrei al III-lea al Ungariei. Acesta era ultimul moștenitor pe linie masculină al dinastiei Arpadiene, legitimitatea domniei căruia nu fusese unanim recunoscută.
Tatăl lui Venceslau a ocupat regatul Polonia Mare, Cuiavia și alte regiuni ale Poloniei la începutul anului 1300. După ce principalul său oponent, Vladislav cel Scurt, a fost forțat să părăsească regatul, Venceslau al II-lea a fost încoronat rege al Poloniei la Gniezno la sfârșitul lui septembrie 1300. Cu toate acestea, Papa Bonifaciu al VIII-lea a refuzat să confirme poziția lui Venceslau al II-lea în Polonia.

### Rege al Ungariei și al Croației (1301-1305)
Andrei al III-lea al Ungariei a murit pe 14 ianuarie 1301, fără a lăsa moștenitori de sex masculin. Carol Robert de Anjou, era stră-strănepotul lui Béla al IV-lea al Ungariei și se considera de ani de zile regele de drept al Ungariei. La vestea morții lui Andrei al III-lea, Carol Robert s-a grăbit să ajungă la Esztergom unde Gregor Bicskei, arhiepiscopul de Esztergom, l-a încoronat rege. Fiind candidatul susținut de papa Bonifaciu al VIII-lea la tronul Ungariei, Carol Robert fusese întotdeauna nepopular, deoarece nobilii maghiari se temeau că „își vor pierde libertatea acceptând un rege numit de biserică”, așa cum scrie Cronica pictată de la Viena. Carol Robert de Anjou nu a fost încoronat cu Sfânta Coroană a Ungariei în Stuhlweißenburg, așa cum impunea cutuma, ci cu o coroană provizorie. În consecință, pe 13 mai 1301 Dieta Ungariei a declarat încoronarea lui Carol Robert ca nefiind validă. 
Ian Muskata, episcopul de Cracovia, care era consilierul lui Venceslau al II-lea, a fost primul care a propus ca fiul acestuia să fie ales rege al Ungariei. Venceslau cel tânăr era nu numai stră-strănepotul lui Béla al IV-lea, ci și logodnicul fiicei lui Andrei al III-lea al Ungariei. Mituiți de oamenii lui Venceslau al II-lea, majoritatea nobililor și prelaților maghiari au decis să ofere coroana tânărului Venceslau și au trimis o delegație tatălui său în Boemia. Venceslau al II-lea s-a întâlnit cu trimisii maghiari la Hodonín în august și le-a acceptat oferta în numele fiului său în vârstă de unsprezece ani pe care l-a însoțit la Stuhlweißenburg, unde Ioan Hont-Pázmány, arhiepiscop de Kalocsa, l-a încoronat pe tânărul rege cu Coroana Sfântului Ștefan pe 27 august 1301. Venceslau a luat numele de Ladislau cu care a semnat toate documentele emise de el în Ungaria.
După ce Venceslau al II-lea s-a întors în Boemia, Ian Muskata a devenit consilierul principal al tânărului rege în Ungaria. Spre deosebire de cei maghiari, nobilii croați nu l-au recunoscut ca rege și au rămas fideli lui Carol Robert de Anjou. Acesta s-a retras în teritoriile din sudul Ungariei după ce Ivan Kőszegi, care era de partea lui Venceslau, a capturat Esztergom la sfârșitul lunii august 1301. Autoritatea ambilor regi a rămas doar nominală, deoarece între timp regatul Ungariei fusese împărțit în provincii conduse de nobili puternici. Cronica pictată de la Viena istorisește că nobilii maghiari nu „au acordat nici castel, nici putere și nici autoritate regală” nici lui Venceslau și nici lui Carol Robert de Anjou.
În scrisorile adresate lui Venceslau al II-lea al Boemiei și arhiepiscopului Ioan de Kalocsa, papa Bonifaciu al VIII-lea a subliniat că Venceslau a fost încoronat fără autorizarea Sfântului Scaun. Reprezentantul papal, Niccolo Boccasini, a negociat cu prelații maghiari pentru a-i convinge să-l sprijine pe Carol Robert. În încercarea de a-i cumpăra pe cei mai puternici nobili, Venceslau le-a acordat mari domenii și funcții înalte. Matei Csák a primit comitatele Nyitra și Trencsén, în februarie 1302. Ivan Kőszegi a primit titlul de conte palatin al Ungariei înainte de 25 aprilie 1302. În prima jumătate a acelui an, mulți prelați l-au abandonat pe Venceslau și chiar Ian Muskata a părăsit Ungaria.
Profitând de poziția fragilă a rivalului său, Carol Robert a încercat în septembrie 1302 să cucerească Buda, reședința lui Venceslau. După asediul cetății Buda, Carol Robert a cerut cetățenilor să-l predea pe Venceslau. Cetățenii, în principal germani, au rămas fideli tânărului rege, iar Ivan Kőszegi a eliberat orașul în aceeași lună. După ce Carol Robert a părăsit Buda, legatul papal a plasat orașul sub interdicție canonică. Ca răspuns, un preot local i-a excomunicat pe papa și pe toți prelații maghiari. Pe 31 mai 1303, papa Bonifaciu al VIII-lea l-a declarat pe Carol Robert de Anjou rege legal al Ungariei, afirmând că alegerea lui Venceslau nu era validă. Ulterior, Albert I, unchiul matern al celor doi adversari (Venceslau și Carol) i-a cerut lui Venceslau să se retragă din Ungaria.
Pentru a consolida poziția fiului său, în mai 1304 Venceslau al II-lea a intrat în Ungaria în fruntea unei mari armate. El a capturat Esztergom, însă în timpul negocierilor cu nobilii locali s-a convins că poziția fiului său în Ungaria era precară și a decis că fiul său trebuia să se întoarcă în Boemia. Acesta însă nu a renunțat la Ungaria și înainte de a pleca spre Boemia, în august l-a numit guvernator pe Ivan Kőszegi și a dus Sfânta Coroană a Ungariei la Praga. Carol Robert și Rudolf al III-lea de Habsburg au invadat Moravia în septembrie 1304, dar Venceslau al II-lea i-a învins. În același timp, un membru al dinastiei Piast, Vladislav I cel Scurt, care pretindea tronul Poloniei, s-a întors în fruntea trupelor maghiare și pentru scurt timp, a ocupat mai multe cetăți și orașe importante, între care Sandomierz și Sieradz.

### Rege al Boemiei și al Poloniei (1305–1306)
Venceslau al II-lea a murit la 21 iunie 1305. Venceslau al III-lea i-a succedat tatălui său la tron în ambele regate, dar poziția sa în Polonia a rămas precară, deoarece Vladislav cel Scurt, a continuat lupta pentru tronul polonez. Venceslau și-a dat seama că nu are puterea de a păstra cele trei regate și a decis să renunțe la tronul Ungariei însă nu l-a recunoscut pe Carol Robert de Anjou drept rege legal al Ungariei, ci l-a susținut pe Otto al III-lea al Bavariei, nepotul lui Béla al IV-lea al Ungariei. El a dat Sfânta Coroană a Ungariei lui Otto la Brno pe 9 octombrie 1305. În aceeași perioadă, Venceslau, care între timp renunțase la logodna cu Elisabeta a Ungariei, s-a căsătorit cu Viola de Teschen urmând sfatul nobililor boemi.
Venceslau, în vârstă de șaisprezece ani, s-a înconjurat de tineri nobili cehi, cărora le-a acordat mari domenii. Poziția sa în Polonia a slăbit după ce Vladislav cel Scurt a ocupat Cracovia la începutul anului 1306. Pentru a încheia o alianță împotriva rivalului său, Venceslau le-a acordat Gdańsk și Pomorze lui Waldemar, margraf de Brandenburg-Stendal și lui Herman, margraf de Brandenburg-Salzwedel ca feude în iulie 1306. După ce a decis să invadeze Polonia, Venceslau și-a demis tinerii favoriți și l-a făcut guvernator pe cumnatul său, Henric de Carintia. Înainte de plănuita invadare a Poloniei, Venceslau a fost asasinat la Olomouc pe 4 august 1306. Asasinul său nu a fost niciodată identificat. Venceslau al III-lea a fost ultimul rege al Boemiei din dinastia Přemyslid.